# WBS 70

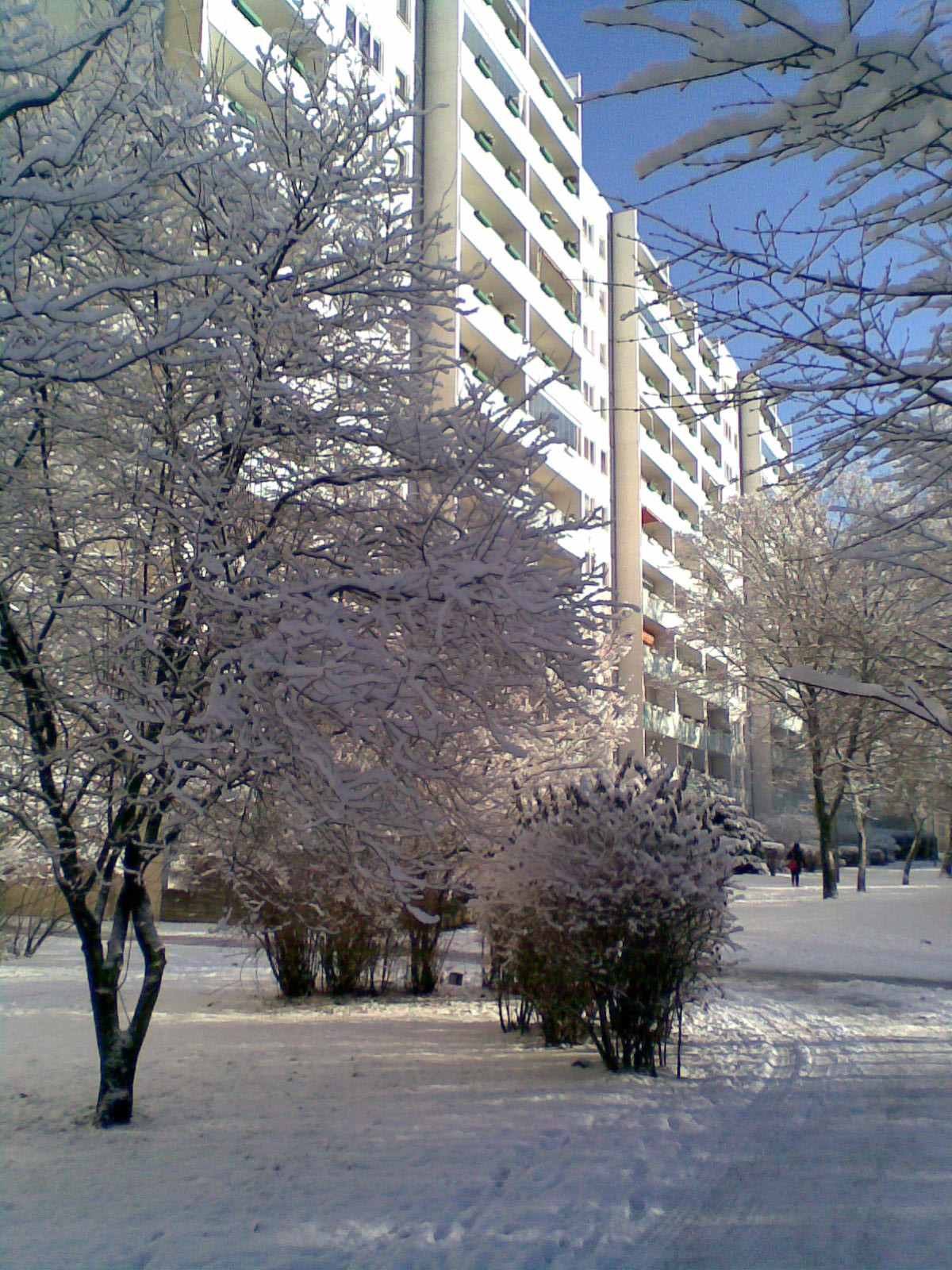
WBS 70/11 a Berlino d'inverno.

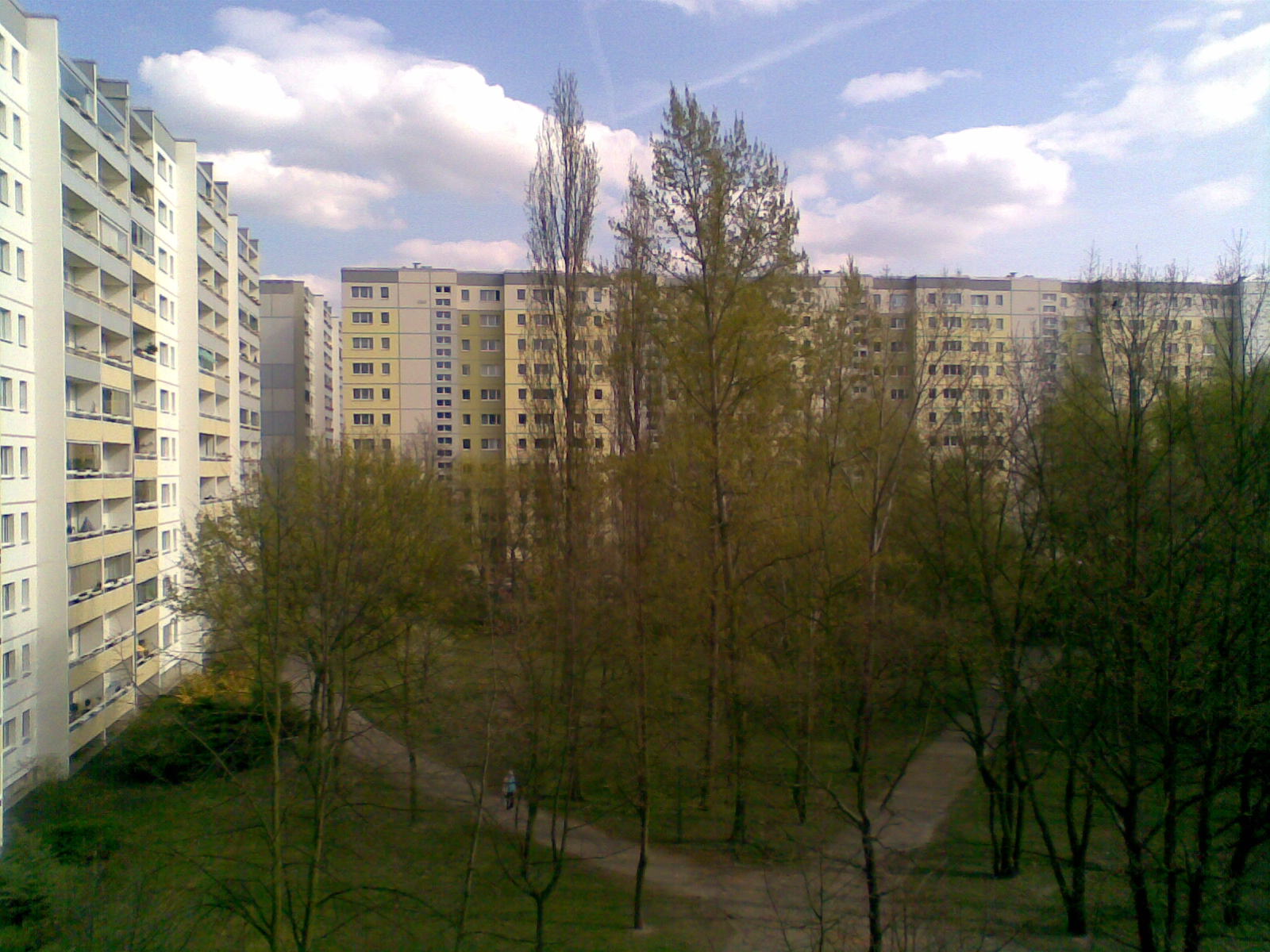
WBS 70/11 a Berlino-Prenzlauer Berg-Nord.

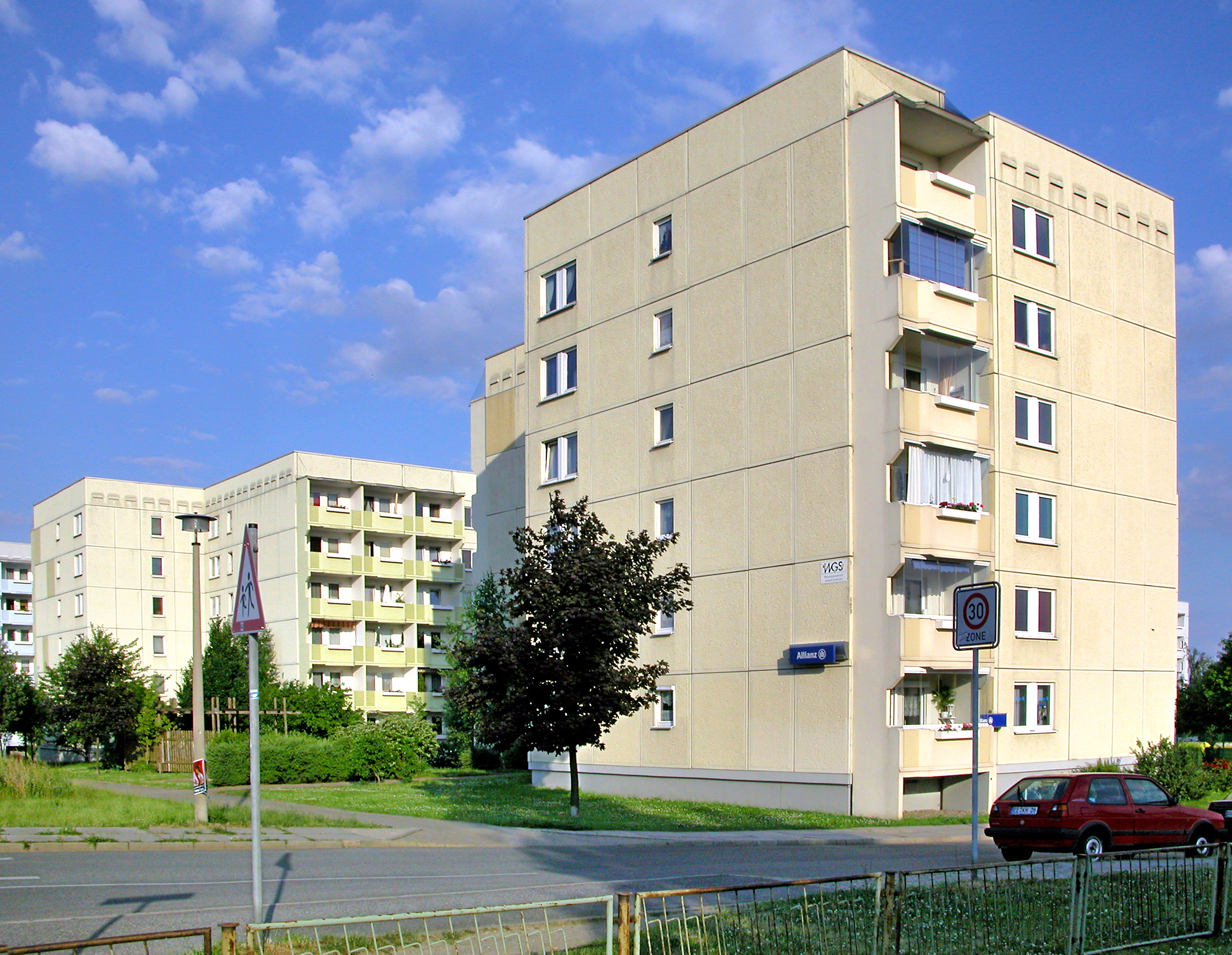
Condomini separati di 6 piani a Dresda.

La WBS 70 (Wohnungsbauserie 70, ovvero "Serie edilizia residenziale 70") è un tipo di abitazione costruita nella Repubblica Democratica Tedesca mediante il sistema della prefabbricazione a pannelli. Fu sviluppata nei primi anni ’70 dall’Accademia Tedesca di Architettura in collaborazione con l’Università Tecnica di Dresda.
Nel 1973 fu realizzato il primo edificio di questo tipo nella città di Neubrandenburg, oggi riconosciuto come monumento storico.
Dei circa 1,52 milioni di abitazioni costruite con il metodo dei pannelli prefabbricati fino al 1990, la WBS 70 fu una delle tipologie più diffuse, rappresentando fino al 42% degli edifici residenziali realizzati nella Germania Est.
A Berlino-Hellersdorf, in Hellersdorfer Straße 179, è situato un museo dedicato agli appartamenti del tipo WBS 70. Aperto al pubblico, il museo presenta un appartamento trilocale di 61 metri quadrati, arredato con articoli per la casa originali prodotti nella Repubblica Democratica Tedesca.

## Dettagli tecnici
- Gamma di carico: 6,3 tonnellate (63 kN)
- Sistema modulare, griglia di base: 6,00 m × 6,00 m
- Profondità di costruzione: 10,8 / 12,0 / 14,4 metri
- Altezza del pavimento: 2,80 metri (WBS 70 / G: 3,30 metri)
- Numero di piani: 5, 6 o 11
- Parete esterna: struttura a tre strati con isolamento centrale
- Bagni interni

- Scala esterna in posizione sdraiata (orizzontale)

## Caratteristiche funzionali
- Minimizzazione delle aree di circolazione interna negli edifici e negli appartamenti a favore dello spazio abitativo.
- Variabilità nelle dimensioni degli appartamenti e nella densità di occupazione tramite l’assemblaggio modulare di diverse unità funzionali.
- Adattamento del numero di piani e del perimetro delle planimetrie alle esigenze funzionali e urbanistiche mediante la combinazione verticale e orizzontale delle unità funzionali.